# Eden Atwood
Eden Atwood (* 11. Januar 1969 in Memphis) ist eine US-amerikanische Jazzsängerin, Schauspielerin und Fürsprecherin für die Bürgerrechte intersexueller Menschen.

## Werdegang
Atwood wurde in Memphis, Tennessee geboren. Sie ist die Tochter von Helen Guthrie Miller und Hubbard „Hub“ Atwood, einem Komponisten und Arrangeur für Frank Sinatra, Nat King Cole und anderen. Außerdem ist sie die Enkelin des Schriftstellers A. B. Guthrie, Jr. Nach der Scheidung ihrer Eltern zog sie mit ihrer Mutter im Alter von fünf Jahren nach Montana. Sie studierte Schauspielkunst an der University of Montana in Missoula und Musik am American Conservatory of Music in Chicago, arbeitete als Model, als Schauspielerin und als Jazzsängerin in lokalen Clubs. 1992 veröffentlichte sie ihr Debütalbum Today! bei Southport Records. Im Alter von 23 Jahren unterzeichnete Eden Atwood einen Plattenvertrag bei Concord Records. Kurz darauf erschien das Album No One Ever Tells You (1992, Concord Records). Das Album There Again (1994, Concord Records) nahm sie gemeinsam mit Marian McPartland auf. Insgesamt sind bisher 13 Musikalben von ihr erschienen.
Eden Atwood machte im Dezember 2013 ihren Master of Social Work an der Walla Walla University, College Place, Washington. Sie lebt in Missoula, Montana.

## Intersexualität
Eden Atwood wurde mit Androgen Insensitivity Syndrome (AIS) geboren. AIS ist eine Variante der Geschlechtsentwicklung, die bei etwa einer von 20.000 Geburten auftritt. Bei einer Person mit vollständigem AIS können die Zellen des Körpers nicht auf Androgene oder „männliche“ Hormone reagieren. Eden diskutierte ihr Leben als Frau mit AIS zum ersten Mal öffentlich mit Bill Kohlhaase (Finding Eden: A Singer’s Journey) in den Liner Notes zu ihrem 2002 erschienenen Album Waves: The Bossa Nova Session (2002, GrooveNote Records).

## Diskografie
- Today! (Southport, 1992)
- No One Ever Tells You (Concord Records, 1992)
- Cat on a Hot Tin Roof (Concord Records, 1993)
- There Again (Concord Records, 1994)
- A Night in the Life (Concord Records, 1996)
- Wild Women Don't Get the Blues: Eden Atwood and The Last Best Band (Eigenproduktion, 1996)
- The Girl From Ipanema: Jeremy Monteiro & Friends with Special Guest Star, Eden Atwood (Sangaji Records, 2002)
- My Ideal (Sangaji Records, 2002)
- Waves: The Bossa Nova Session (GrooveNote Records, 2002)
- This Is Always: The Ballad Session (GrooveNote Records, 2004)
- Turn Me Loose (SSJ Records, 2010)
- Like Someone In Love (SSJ Records, 2010)
- Angel Eyes (SSJ Records, 2013)

## Filmografie
- 1992: Loving (TV-Serie)
- 1994: The Good Life (TV-Serie)
- Der Polizeichef The Commish (TV-Serie, 3 Folgen)